# BNP Paribas Open 2018
BNP Paribas Open 2018 (також відомий під назвою Мастерс Індіан-Веллс 2018) -  професійний тенісний турнір, що проходив на відкритих кортах з твердим покриттям Indian Wells Tennis Garden в Індіан-Веллс (США). Чоловічий турнір відбувсь усорокп'яте, жіночий - утридцяте. Належав до серії Мастерс у рамках Туру ATP 2018, а також до серії Premier Mandatory в рамках Туру WTA 2018. Змагання тривали з 5 до 18 березня 2018 року.
Уперше організатори турніру запропонували винагороду розміром $1,000,000, і жінкам і чоловікам, тому, хто здобуде за один турнір титул і в одиночному і в парному розряді.

## Очки і призові

### Нарахування очок
| Дисципліна                 | П    | Ф   | ПФ  | ЧФ  | 1/8 | 1/16 | 1/32 | 1/64 | Q   | Q2  | Q1  |
| Одиночний розряд, чоловіки | 1000 | 600 | 360 | 180 | 90  | 45   | 25*  | 10   | 16  | 8   | 0   |
| Парний розряд, чоловіки    | 1000 | 600 | 360 | 180 | 90  | 0    | Н/Д  | Н/Д  | Н/Д | Н/Д | Н/Д |
| Одиночний розряд, жінки    | 1000 | 650 | 390 | 215 | 120 | 65   | 35*  | 10   | 30  | 20  | 2   |
| Парний розряд, жінки       | 1000 | 650 | 390 | 215 | 120 | 10   | Н/Д  | Н/Д  | Н/Д | Н/Д | Н/Д |

- Players with byes receive first-round points.

### Призові гроші
| Дисципліна                 | П          | F        | ПФ       | ЧФ       | 1/8     | 1/16    | 1/32    | 1/64    | Q2     | Q1     |
| Чоловіки, одиночний розряд | $1,340,860 | $654,860 | $327,965 | $167,195 | $88,135 | $47,170 | $25,465 | $15,610 | $4,650 | $2,380 |
| Жінки, одиночний розряд    | $1,340,860 | $654,860 | $327,965 | $167,195 | $88,135 | $47,170 | $25,465 | $15,610 | $4,650 | $2,380 |
| Чоловіки, парний розряд    | $439,350   | $214,410 | $107,470 | $54,760  | $28,880 | $15,460 | Н/Д     | Н/Д     | Н/Д    | Н/Д    |
| Жінки, парний розряд       | $439,350   | $214,410 | $107,470 | $54,760  | $28,880 | $15,460 | Н/Д     | Н/Д     | Н/Д    | Н/Д    |

## Учасники основної сітки в рамках чоловічого турніру

### Сіяні учасники
Нижче подано список сіяних гравців. Рейтинг і посів визначено на основі рейтингу ATP станом на 5 березня 2018 року.
| Сіяний | Рейтинг | Гравець                 | Очки перед | Очки, що захищаються | Очки здобуті | Очки після | Підсумок                                               |
| ------ | ------- | ----------------------- | ---------- | -------------------- | ------------ | ---------- | ------------------------------------------------------ |
| 1      | 1       | Роджер Федерер          | 10,060     | 1,000                | 600          | 9,660      | Фіналіст, поступився Хуану Мартіну дель Потро [6]      |
| 2      | 3       | Марин Чилич             | 4,870      | 10                   | 45           | 4,905      | 3 коло, поступився Філіппові Кольшрайберу [31]         |
| 3      | 4       | Григор Димитров         | 4,635      | 45                   | 10           | 4,600      | 2-ге коло, поступився Фернандо Вердаско                |
| 4      | 5       | Олександр Звєрєв        | 4,540      | 45                   | 10           | 4,505      | 2-ге коло, поступився Жуанові Соузі                    |
| 5      | 6       | Домінік Тім             | 3,810      | 180                  | 45           | 3,675      | 3 коло, знявся проти Пабло Куеваса [30]                |
| 6      | 8       | Хуан Мартін дель Потро  | 3,200      | 45                   | 1000         | 4,155      | Переможець, — Роджер Федерер [1]                       |
| 7      | 9       | Кевін Андерсон          | 3,080      | 25                   | 180          | 3,235      | чвертьфінал, поступився Борні Чоричу                   |
| 8      | 10      | Джек Сок                | 2,650      | 360                  | 45           | 2,335      | 3 коло, поступився Фелісіано Лопесу [28]               |
| 9      | 12      | Люка Пуй                | 2,455      | 45                   | 10           | 2,420      | 2-ге коло, поступився Юкі Бгамбрі [Q]                  |
| 10     | 13      | Новак Джокович          | 2,380      | 90                   | 10           | 2,300      | 2-ге коло, поступився Таро Даніелю [Q]                 |
| 11     | 14      | Пабло Карреньо Буста    | 2,315      | 360                  | 90           | 2,045      | 4 коло, поступився Кевінові Андерсону [7]              |
| 12     | 15      | Томаш Бердих            | 2,275      | 45                   | 45           | 2,275      | 3 коло, поступився Хьонові Чуну [23]                   |
| 13     | 16      | Роберто Баутіста Аґут   | 2,255      | 45                   | 45           | 2,255      | 3 коло, поступився Борні Чоричу                        |
| 14     | 17      | Дієго Шварцман          | 2,220      | 10                   | 10           | 2,220      | 2-ге коло, поступився Маркосові Багдатісу [Q]          |
| 15     | 18      | Джон Ізнер              | 2,205      | 45                   | 10           | 2,170      | 2-ге коло, поступився Гаелеві Монфісу                  |
| 16     | 19      | Фабіо Фоніні            | 2,190      | 45                   | 10           | 2,155      | 2-ге коло, поступився Жеремі Шарді                     |
| 17     | 20      | Нік Киріос              | 2,125      | 180                  | 0            | 1,945      | знявся через травму правого ліктя                      |
| 18     | 21      | Сем Кверрі              | 2,095      | 10                   | 180          | 2,265      | чвертьфінал, поступився Мілошу Раонічу [32]            |
| 19     | 22      | Альберт Рамос Віньйолас | 1,745      | 45                   | 10           | 1,710      | 2-ге коло, поступився Борні Чоричу                     |
| 20     | 23      | Адріан Маннаріно        | 1,715      | 25                   | 45           | 1,735      | 3 коло, поступився Жеремі Шарді                        |
| 21     | 24      | Кайл Едмунд             | 1,642      | 25                   | 10           | 1,627      | 2-ге коло, поступився Дуді Села [LL]                   |
| 22     | 25      | Кей Нісікорі            | 1,595      | 180                  | 0            | 1,415      | знявся через хворобу                                   |
| 23     | 26      | Хьон Чун                | 1,567      | (20)†                | 180          | 1,727      | чвертьфінал, поступився Роджерові Федереру [1]         |
| 24     | 27      | Жіль Мюллер             | 1,535      | 45                   | 10           | 1,500      | 2-ге коло, поступився П'єрові-Югу Ерберу               |
| 25     | 28      | Філіп Країнович         | 1,503      | (9)†                 | 45           | 1,539      | 3 коло, поступився Роджерові Федереру [1]              |
| 26     | 30      | Дамір Джумгур           | 1,445      | 25                   | 10           | 1,430      | 2-ге коло, поступився Ніколасу Кікеру                  |
| 27     | 31      | Андрій Рубльов          | 1,433      | (50)‡                | 10           | 1,393      | 2-ге коло, поступився Тейлору Фріцу                    |
| 28     | 32      | Фелісіано Лопес         | 1,340      | 10                   | 90           | 1,420      | 4 коло, поступився Сему Керрі [18]                     |
| 29     | 33      | Давид Феррер            | 1,325      | 0                    | 45           | 1,370      | 3 коло, поступився Хуану Мартіну дель Потро [6]        |
| 30     | 34      | Пабло Куевас            | 1,310      | 180                  | 90           | 1,220      | 4 коло, поступився Хьону Чуну [23]                     |
| 31     | 37      | Філіпп Кольшрайбер      | 1,290      | 45                   | 180          | 1,425      | чвертьфінал, поступився Хуанові Мартіну дель Потро [6] |
| 32     | 38      | Мілош Раоніч            | 1,270      | 0                    | 360          | 1,630      | півфінал, поступився Хуанові Мартіну дель Потро [6]    |

† 2017 року гравець не кваліфікувався на турнір. Тож його очки за потрапляння у вісімнадцятку відраховано.

‡ 2017 року гравець не кваліфікувався на турнір, але захищав очки, здобуті на турнірі Тур ATP Challenger.

### Відмовились від участі
| Рейтинг | Гравець           | Очки перед | Очки, що захищає | Очки після | Причина               |
| ------- | ----------------- | ---------- | ---------------- | ---------- | --------------------- |
| 1       | Рафаель Надаль    | 9,460      | 90               | 9,370      | Травма правого стегна |
| 7       | Давід Ґоффен      | 3,280      | 90               | 3,190      | Травма ока            |
| 11      | Стен Вавринка     | 2,475      | 600              | 1,875      | Травма коліна         |
| 29      | Енді Маррей       | 1,460      | 10               | 1,450      | Травма стегна         |
| 35      | Жо-Вілфрід Тсонга | 1,310      | 10               | 1,300      | Травма руки           |
| 36      | Рішар Гаске       | 1,305      | 0                | 1,305      | Травма коліна         |

### Інші учасники
Нижче наведено учасників, які отримали вайлдкард на участь в основній сітці:
- Алекс де Мінор
- Ернесто Ескобедо
- Бредлі Клан
- Рейллі Опелка
- Тенніс Сандгрен

Такі учасники отримали право на участь в основній сітці завдяки захищеному рейтингові:
- Йосіхіто Нісіока

Нижче наведено гравців, які пробились в основну сітку через стадію кваліфікації:
- Фелікс Оже-Аліассім
- Маркос Багдатіс
- Річардас Беранкіс
- Юкі Бгамбрі
- Таро Даніель
- Evan King
- Mitchell Krueger
- Ніколя Маю
- Cameron Norrie
- Пітер Поланскі
- Вашек Поспішил
- Тім Смичек

Гравці, що потрапили в основну сітку як щасливі лузери:
- Рубен Бемельманс
- Маттео Берреттіні
- Дуді Села

### Відмовились від участі
До початку турніру
- Аляж Бедене → його замінив  Михайло Южний
- Олександр Долгополов → його замінив  Іво Карлович
- Гільєрмо Гарсія-Лопес → його замінив  Maximilian Marterer
- Рішар Гаске → його замінив  Лукаш Лацко
- Давід Ґоффен → його замінив  Ніколас Кікер
- Робін Гаасе → його замінив  Раду Албот
- Денис Істомін → його замінив  Дуді Села
- Нік Киріос → його замінив  Маттео Берреттіні
- Паоло Лоренці → його замінив  Стефанос Ціціпас
- Лу Єн-Сун → його замінив  Тейлор Фріц
- Флоріан Маєр → його замінив  Френсіс Тіафо
- Енді Маррей → його замінив  Віктор Естрелья Бургос
- Рафаель Надаль → його замінив  Маріус Копіл
- Кей Нісікорі → його замінив  Рубен Бемельманс
- Андреас Сеппі → його замінив  Мартон Фучович
- Жо-Вілфрід Тсонга → його замінив  Ласло Дьєр
- Стен Вавринка → його замінив  Жеремі Шарді

Під час турніру
- Маркос Багдатіс

### Знялись
- Ніколоз Басілашвілі
- Гаель Монфіс
- Домінік Тім

## Учасники основної сітки в парному розряді

### Сіяні
| Країна          | Гравець         | Країна    | Гравець      | Рейтинг1 | Сіяний |
| --------------- | --------------- | --------- | ------------ | -------- | ------ |
| Польща          | Лукаш Кубот     | Бразилія  | Марсело Мело | 2        | 1      |
| Фінляндія       | Генрі Контінен  | Австралія | Джон Пірс    | 7        | 2      |
| Австрія         | Олівер Марах    | Хорватія  | Мате Павич   | 11       | 3      |
| Велика Британія | Джеймі Маррей   | Бразилія  | Бруно Соарес | 17       | 4      |
| Франція         | П'єр-Юг Ербер   | Франція   | Ніколя Маю   | 20       | 5      |
| Нідерланди      | Жан-Жульєн Роєр | Румунія   | Горія Текеу  | 21       | 6      |
| США             | Боб Браян       | США       | Майк Браян   | 28       | 7      |
| Хорватія        | Іван Додіг      | США       | Ражів Рам    | 33       | 8      |

- 1 Рейтинг подано станом на 5 березня 2018.

### Інші учасники
Нижче наведено пари, які отримали вайлдкард на участь в основній сітці:
- Стів Джонсон /  Деніел Нестор
- Філіпп Пецшнер /  Домінік Тім

## Учасниці основної сітки в рамках жіночого турніру

### Сіяні учасниці
Нижче подано список сіяних гравчинь. Посів визначено на основі рейтингу WTA станом на 26 лютого 2018 року. Рейтинг і очки перед наведено станом на 5 березня 2018.
| Посів | Рейтинг | Гравчиня               | Очки перед | Очки, що захищає | Очки здобуті | Очки після | Підсумок                                       |
| ----- | ------- | ---------------------- | ---------- | ---------------- | ------------ | ---------- | ---------------------------------------------- |
| 1     | 1       | Сімона Халеп           | 7,965      | 65               | 390          | 8,290      | півфінал, її перемогла Наомі Осака             |
| 2     | 2       | Каролін Возняцкі       | 7,525      | 215              | 120          | 7,430      | 4 коло, її перемогла Дарія Касаткіна [20]      |
| 3     | 3       | Гарбінє Мугуруса       | 6,175      | 215              | 10           | 5,970      | 2-ге коло, її перемогла Сачія Вікері [Q]       |
| 4     | 4       | Еліна Світоліна        | 5,480      | 120              | 65           | 5,425      | 3 коло, її перемогла Карла Суарес Наварро [27] |
| 5     | 5       | Кароліна Плішкова      | 5,080      | 390              | 215          | 4,905      | чвертьфінал, її перемогла Наомі Осака          |
| 6     | 6       | Олена Остапенко        | 4,941      | 35               | 65           | 4,971      | 3 коло, її перемогла Петра Мартич              |
| 7     | 7       | Каролін Гарсія         | 4,625      | 120              | 120          | 4,625      | 4 коло, її перемогла Анджелік Кербер [10]      |
| 8     | 8       | Вінус Вільямс          | 4,277      | 215              | 390          | 4,452      | півфінал, її перемогла Дарія Касаткіна [20]    |
| 9     | 9       | Петра Квітова          | 3,086      | 0                | 65           | 3,151      | 3 коло, її перемогла Аманда Анісімова [WC]     |
| 10    | 10      | Анджелік Кербер        | 3,055      | 120              | 215          | 3,150      | чвертьфінал, її перемогла Дарія Касаткіна [20] |
| 11    | 11      | Джоанна Конта          | 2,930      | 65               | 10           | 2,875      | 2-ге коло, її перемогла Маркета Вондроушова    |
| 12    | 12      | Юлія Гергес            | 2,910      | 65               | 65           | 2,910      | 3 коло, її перемогла Анастасія Севастова [21]  |
| 13    | 13      | Слоун Стівенс          | 2,873      | 0                | 65           | 2,938      | 3 коло, її перемогла Дарія Касаткіна [20]      |
| 14    | 15      | Крістіна Младенович    | 2,605      | 390              | 65           | 2,280      | 3 коло, її перемогла Ван Цян                   |
| 15    | 14      | Медісон Кіз            | 2,703      | 120              | 10           | 2,593      | 2-ге коло, її перемогла Деніелл Коллінз [WC]   |
| 16    | 21      | Ешлі Барті             | 2,189      | (1)†             | 10           | 2,198      | 2-ге коло, її перемогла Марія Саккарі          |
| 17    | 16      | Коко Вандевей          | 2,433      | 10               | 65           | 2,488      | 3 коло, її перемогла Марія Саккарі             |
| 18    | 17      | Магдалена Рибарикова   | 2,405      | (20)†            | 10           | 2,395      | 2-ге коло, її перемогла Софія Жук [WC]         |
| 19    | 18      | Світлана Кузнецова     | 2,362      | 650              | 10           | 1,722      | 2-ге коло, її перемогла Арина Соболенко        |
| 20    | 19      | Дарія Касаткіна        | 2,300      | 10               | 650          | 2,940      | Runner-up,, її перемогла Наомі Осака           |
| 21    | 20      | Анастасія Севастова    | 2,295      | 10               | 120          | 2,405      | 4 коло, її перемогла Вінус Вільямс [8]         |
| 22    | 22      | Елісе Мертенс          | 2,185      | (30)†            | 10           | 2,165      | 2-ге коло, її перемогла Ван Цян                |
| 23    | 23      | Анастасія Павлюченкова | 2,125      | 215              | 10           | 1,920      | 2-ге коло, її перемогла Аманда Анісімова [WC]  |
| 24    | 24      | Олена Весніна          | 2,110      | 1,000            | 65           | 1,175      | 3 коло, її перемогла Анджелік Кербер [10]      |
| 25    | 25      | Барбора Стрицова       | 1,980      | 65               | 10           | 1,925      | 2-ге коло, її перемогла Петра Мартич           |
| 26    | 26      | Дарія Гаврилова        | 1,870      | 65               | 65           | 1,870      | 3 коло, її перемогла Каролін Гарсія [7]        |
| 27    | 27      | Карла Суарес Наварро   | 1,785      | 10               | 215          | 1,990      | чвертьфінал, її перемогла Вінус Вільямс [8]    |
| 28    | 28      | Анетт Контавейт        | 1,765      | 65               | 10           | 1,710      | 2-ге коло, її перемогла Олександра Соснович    |
| 29    | 29      | Кікі Бертенс           | 1,725      | 65               | 10           | 1,670      | 2-ге коло, її перемогла Серена Вільямс         |
| 30    | 30      | Домініка Цібулкова     | 1,610      | 120              | 10           | 1,500      | 2-ге коло, її перемогла Каролін Доулгайд [WC]  |
| 31    | 32      | Агнешка Радванська     | 1,525      | 65               | 10           | 1,470      | 2-ге коло, її перемогла Наомі Осака            |
| 32    | 33      | Ч Шуай                 | 1,500      | 10               | 65           | 1,555      | 3 коло, її перемогла Кароліна Плішкова [5]     |

† 2017 року гравчиня не кваліфікувалась на турнір. Тож її очки за потрапляння в шістнадцятку відраховано.

### Інші учасниці
Нижче наведено учасниць, які отримали вайлдкард на участь в основній сітці:
- Аманда Анісімова
- Вікторія Азаренко
- Ежені Бушар
- Деніелл Коллінз
- Кейла Дей
- Каролін Доулгайд
- Клер Лю
- Софія Жук

Нижче наведено гравчинь, які пробились в основну сітку через стадію кваліфікації:
- Лара Арруабаррена
- Медісон Бренгл
- Дуань Інін
- Сє Шувей
- Софія Кенін
- Курумі Нара
- Моніка Нікулеску
- Сара Соррібес Тормо
- Тейлор Таунсенд
- Сачія Вікері
- Яніна Вікмаєр
- Віра Звонарьова

### Відмовились від участі
До початку турніру
- Маргарита Гаспарян → її замінила  Белінда Бенчич
- Каміла Джорджі → її замінила  Полін Пармантьє
- Ана Конюх → її замінила  Кая Канепі
- Міряна Лучич-Бароні → її замінила  Алісон ван Ейтванк
- Пен Шуай → її замінила  Вероніка Сепеде Ройг
- Луціє Шафарова → її замінила  Петра Мартич
- Лаура Зігемунд → її замінила  Лорен Девіс

### Знялись
- Катерина Сінякова
- Каріна Віттгефт

## Учасниці основної сітки в парному розряді

### Сіяні пари
| Країна            | Гравчиня           | Країна            | Гравчиня                   | Рейтинг1 | Сіяна |
| ----------------- | ------------------ | ----------------- | -------------------------- | -------- | ----- |
| Росія             | Катерина Макарова  | Росія             | Олена Весніна              | 6        | 1     |
| Китайський Тайбей | Чжань Хаоцін       | Китайський Тайбей | Латіша Чжань               | 16       | 2     |
| Канада            | Габріела Дабровскі | КНР               | Сюй Їфань                  | 20       | 3     |
| Угорщина          | Тімеа Бабош        | Франція           | Крістіна Младенович        | 23       | 4     |
| Румунія           | Моніка Нікулеску   | Чехія             | Андреа Сестіні-Главачкова  | 23       | 5     |
| Чехія             | Барбора Крейчикова | Чехія             | Катерина Сінякова          | 42       | 6     |
| Нідерланди        | Кікі Бертенс       | Швеція            | Юганна Ларссон             | 44       | 7     |
| Словенія          | Андрея Клепач      | Іспанія           | Марія Хосе Мартінес Санчес | 44       | 8     |

- 1 Рейтинг подано станом на 26 лютого 2018.

### Інші учасниці
Нижче наведено пари, які отримали вайлдкард на участь в основній сітці:
- Вікторія Азаренко /  Арина Соболенко
- Ежені Бушар /  Слоун Стівенс
- Кароліна Плішкова /  Крістина Плішкова

## Переможниці та фіналістки

### Одиночний розряд, чоловіки
- Хуан Мартін дель Потро —  Роджер Федерер, 6–4, 6–7(8–10), 7–6(7–2)

### Одиночний розряд, жінки
- Наомі Осака —  Дарія Касаткіна, 6–3, 6–2

### Парний розряд, чоловіки
- Джон Ізнер /  Джек Сок —  Боб Браян /  Майк Браян, 7–6(7–4), 7–6(7–2)

### Парний розряд, жінки
- Сє Шувей /  Барбора Стрицова —  Катерина Макарова /  Олена Весніна, 6–4, 6–4